# Dagestanspråk
Denna artikel behandlar undergruppen till den nordöstkaukasiska språkfamiljen, som ibland även kallas den dagestanska.
Dagestanspråk är en undergrupp till de nordöstkaukasiska språken. Dagestanspråken talas främst i Dagestan samt i norra Azerbajdzjan. De innefattar grupperna avariska språk (inklusive andiska språk; det största språket är avariska med 600 000 talare) och lezginska språk (största språk är lezginska med 450 000 talare och tabasaranska med 96 000 talare), samt språken darginska (370 000 talare inklusive närliggande dialekter) och lakiska (120 000 talare).